# 巴彦高勒区
巴彦高勒区，又称为巴彦郭楞区是蒙古国乌兰巴托市辖区。

## 简介
巴彦高勒区是乌兰巴托市的区（дүүргүүд）之一，位于乌兰巴托市西部及西南部。1992年设立。起初下辖19个分区（хороодод），后改为23个分区。
1992年时约有26800户居民。2010年人口177117人。2014年人口192614人。